# Uğurbəyli
Uğurbəyli è un comune dell'Azerbaigian situato nel distretto di Bərdə. Conta una popolazione di 1.799 abitanti.